# Lista statelor membre ale Organizației Națiunilor Unite

Ţările aderente la carta ONU

193 state sunt membre ale Organizației Națiunilor Unite.
Această listă reprezintă denumirile țărilor date de ONU. Ele pot fi diferite de cele generate de utilizatorii în Wikipedia.

## Particularități

### Germania
RFG și RDG s-au integrat în ONU în aceeași zi, la 18 septembrie 1973. Reunificarea Germaniei a provocat dispariția RDG și RFG fară a afecta statutul de membru a Germaniei.

### China și Taiwan
Republica China a fost membru fondator al Națiunilor Unile în 1945. în 1949, la finele războiului civil chinez, guvernul Republicii China se refugia în Taiwan, lăsând controlul țării în mâinile guvernului Republicii populare Chineze.
Locul chinezilor la ONU a fost ocupat în consecință de Republica China până la 25 octombrie 1971, date la care a fost atribuit Chinei comuniste în toate instanțele ONU, prin vot general, de rezoluția 2758.

### Indonezia
Pentru a protesta împotriva aderării Malaieziei, Indonezia se retrage temporar din ONU între 1965 și 1966.

### Tanganika și Zanzibar
Tanganika aderă la ONU la 14 decembrie 1961 ; Zanzibar la 16 decembrie 1963. Cele două țări fuzionează în 1964 pentru a da naștere Tanzaniei care va prelua activitatea celor două țări.

### Cehoslovacia
Cehoslovacia a fost membru fondator a Națiunilor Unite. După separare, Cehia și Slovacia au fost integrate în ONU la 19 ianuarie 1993.

### Yemen
Republica arabă Yemen devenea membru ONU la 30 septembrie 1947, în timp ce Republica democrată populară Yemen la 14 decembrie 1967. Cele două țării au fuzionat în 1990 fără a cauza pierderea statutului Yemenului.

### Iugoslavia
Iugoslavia a fost primul stat care a ratificat carta Națiunilor Unite, la 19 octombrie 1945. După divizare, vechile state au fost reintegrate în ONU :
- Bosnia-Herțegovina, Croația și Slovenia la 22 mai 1992
- Macedonia (fosta Republică iugoslavă a Macedoniei) la 8 aprilie 1993
- Serbia și Muntenegru la 1 noiembrie 2000,
- Serbia la 3 iunie 2006
- Muntenegru la 28 iunie 2006

### Serbia și Muntenegru
Uniunea Statală Serbia-Muntenegru a fost dizolvată 3 iunie 2006, dând naștere la două state distincte. Astfel, Serbia și-a păstrat statutul de stat membru, în timp ce Muntenegru a devenit stat membru la 28 iunie 2006.

## Observatori și state în afara ONU
Sfântul Scaun are statutul de observator, dar nu cel de membru și are o misiune diplomatică permanentă la sediul ONU. El reprezintă diplomatic interesele statului Vatican. Vaticanul este singurul stat suveran recunoscut care nu este membru al Națiunilor Unite.
Câteva organizații internaționale, precum Autoritatea Palestiniană, Comitetul internațional al Crucii Roșii, Comunitatea Europeană (care reprezintă juridic Uniunea Europeană), Ordinul Maltei, au statut de observator, dar nu cel de stat membru.

## Lista completă
| Regiunile geografice după criteriile ONU |  | Statele membre în ordinea aderării |
| Regiunile geografice după criteriile ONU |  | Statele membre în ordinea aderării |

| Țara                             | Data aderării      |
| -------------------------------- | ------------------ |
| Afganistan                       | 19 noiembrie 1946  |
| Africa de Sud                    | 7 noiembrie 1945   |
| Albania                          | 14 decembrie 1955  |
| Algeria                          | 8 octombrie 1962   |
| Andorra                          | 28 iulie 1993      |
| Angola                           | 1 decembrie 1976   |
| Antigua și Barbuda               | 11 noiembrie 1981  |
| Arabia Saudită                   | 24 octombrie 1945  |
| Argentina                        | 24 octombrie 1945  |
| Armenia                          | 2 martie 1992      |
| Australia                        | 1 noiembrie 1945   |
| Austria                          | 14 decembrie 1955  |
| Azerbaidjan                      | 2 martie 1992      |
| Bahamas                          | 18 septembrie 1973 |
| Bahrain                          | 21 septembrie 1971 |
| Bangladesh                       | 17 septembrie 1974 |
| Barbados                         | 9 decembrie 1966   |
| Belarus                          | 24 octombrie 1945  |
| Belgia                           | 27 decembrie 1945  |
| Belize                           | 25 septembrie 1981 |
| Benin                            | 20 septembrie 1960 |
| Bhutan                           | 21 septembrie 1971 |
| Bolivia                          | 14 noiembrie 1945  |
| Bosnia și Herțegovina            | 22 mai 1992        |
| Botswana                         | 17 octombrie 1966  |
| Brazilia                         | 24 octombrie 1945  |
| Brunei                           | 21 septembrie 1984 |
| Bulgaria                         | 14 decembrie 1955  |
| Burkina Faso                     | 20 septembrie 1960 |
| Burundi                          | 18 septembrie 1962 |
| Cambodgia                        | 14 decembrie 1955  |
| Camerun                          | 20 septembrie 1960 |
| Canada                           | 9 noiembrie 1945   |
| Capul Verde                      | 16 septembrie 1975 |
| Cehia                            | 19 ianuarie 1993   |
| Republica Centrafricană          | 20 septembrie 1960 |
| Chile                            | 24 octombrie 1945  |
| China                            | 24 octombrie 1945  |
| Ciad                             | 20 septembrie 1960 |
| Cipru                            | 20 septembrie 1960 |
| Columbia                         | 5 noiembrie 1945   |
| Comore                           | 12 noiembrie 1975  |
| Republica Congo                  | 20 septembrie 1960 |
| Republica Democrată Congo        | 20 septembrie 1960 |
| Coreea de Nord                   | 17 septembrie 1991 |
| Coreea de Sud                    | 17 septembrie 1991 |
| Costa Rica                       | 2 noiembrie 1945   |
| Côte d'Ivoire                    | 20 septembrie 1960 |
| Croația                          | 22 mai 1992        |
| Cuba                             | 24 octombrie 1945  |
| Danemarca                        | 24 octombrie 1945  |
| Djibouti                         | 20 septembrie 1977 |
| Dominica                         | 18 decembrie 1978  |
| Republica Dominicană             | 24 octombrie 1945  |
| Ecuador                          | 21 decembrie 1945  |
| Egipt                            | 24 octombrie 1945  |
| El Salvador                      | 24 octombrie 1945  |
| Elveția                          | 10 septembrie 2002 |
| Emiratele Arabe Unite            | 9 decembrie 1971   |
| Eritreea                         | 28 mai 1993        |
| Estonia                          | 17 septembrie 1991 |
| Etiopia                          | 13 noiembrie 1945  |
| Fiji                             | 13 octombrie 1970  |
| Filipine                         | 24 octombrie 1945  |
| Finlanda                         | 14 decembrie 1955  |
| Franța                           | 24 octombrie 1945  |
| Gabon                            | 20 septembrie 1960 |
| Gambia                           | 21 septembrie 1965 |
| Georgia                          | 31 iulie 1992      |
| Germania                         | 18 septembrie 1973 |
| Ghana                            | 8 martie 1957      |
| Grecia                           | 25 octombrie 1945  |
| Grenada                          | 17 septembrie 1974 |
| Guatemala                        | 21 noiembrie 1945  |
| Guineea                          | 12 decembrie 1958  |
| Guineea-Bissau                   | 17 septembrie 1974 |
| Guineea Ecuatorială              | 12 noiembrie 1968  |
| Guyana                           | 20 septembrie 1966 |
| Haiti                            | 24 octombrie 1945  |
| Honduras                         | 17 decembrie 1945  |
| India                            | 30 octombrie 1945  |
| Indonezia                        | 28 septembrie 1950 |
| Iordania                         | 14 decembrie 1955  |
| Irak                             | 21 decembrie 1945  |
| Iran                             | 24 octombrie 1945  |
| Irlanda                          | 14 decembrie 1955  |
| Islanda                          | 19 noiembrie 1946  |
| Israel                           | 11 mai 1949        |
| Italia                           | 14 decembrie 1955  |
| Jamaica                          | 18 septembrie 1962 |
| Japonia                          | 18 decembrie 1956  |
| Kazahstan                        | 2 martie 1992      |
| Kenya                            | 16 decembrie 1963  |
| Kârgâzstan                       | 2 martie 1992      |
| Kiribati                         | 14 septembrie 1999 |
| Kuweit                           | 14 mai 1963        |
| Laos                             | 14 decembrie 1955  |
| Lesotho                          | 17 octombrie 1966  |
| Letonia                          | 17 septembrie 1991 |
| Liban                            | 24 octombrie 1945  |
| Liberia                          | 2 noiembrie 1945   |
| Libia                            | 14 decembrie 1955  |
| Liechtenstein                    | 18 septembrie 1990 |
| Lituania                         | 17 septembrie 1991 |
| Luxemburg                        | 24 octombrie 1945  |
| Macedonia                        | 8 aprilie 1993     |
| Madagascar                       | 20 septembrie 1960 |
| Malawi                           | 1 decembrie 1964   |
| Malaysia                         | 17 septembrie 1957 |
| Maldive                          | 21 septembrie 1965 |
| Mali                             | 28 septembrie 1960 |
| Malta                            | 1 decembrie 1964   |
| Marea Britanie                   | 24 octombrie 1945  |
| Maroc                            | 12 noiembrie 1956  |
| Insulele Marshall                | 17 septembrie 1991 |
| Mauritania                       | 27 octombrie 1961  |
| Mauritius                        | 24 aprilie 1968    |
| Mexic                            | 7 noiembrie 1945   |
| Statele Federate ale Microneziei | 17 septembrie 1991 |
| Republica Moldova                | 2 martie 1992      |
| Monaco                           | 28 mai 1993        |
| Mongolia                         | 27 octombrie 1961  |
| Mozambic                         | 16 septembrie 1975 |
| Muntenegru                       | 28 iunie 2006      |
| Myanmar                          | 19 aprilie 1948    |
| Namibia                          | 23 aprilie 1990    |
| Nauru                            | 14 septembrie 1999 |
| Nepal                            | 14 decembrie 1955  |
| Nicaragua                        | 24 octombrie 1945  |
| Niger                            | 20 septembrie 1960 |
| Nigeria                          | 7 octombrie 1960   |
| Norvegia                         | 27 noiembrie 1945  |
| Noua Zeelandă                    | 24 octombrie 1945  |
| Olanda                           | 10 decembrie 1945  |
| Oman                             | 7 octombrie 1971   |
| Pakistan                         | 30 septembrie 1947 |
| Palau                            | 15 decembrie 1994  |
| Panama                           | 13 noiembrie 1945  |
| Papua Noua Guinee                | 10 octombrie 1975  |
| Paraguay                         | 24 octombrie 1945  |
| Peru                             | 31 octombrie 1945  |
| Polonia                          | 24 octombrie 1945  |
| Portugalia                       | 14 decembrie 1955  |
| Qatar                            | 21 septembrie 1971 |
| România                          | 14 decembrie 1955  |
| Rusia                            | 24 octombrie 1945  |
| Rwanda                           | 18 septembrie 1962 |
| Samoa                            | 15 decembrie 1976  |
| San Marino                       | 2 martie 1992      |
| São Tomé și Príncipe             | 16 septembrie 1975 |
| Senegal                          | 28 septembrie 1960 |
| Serbia                           | 1 noiembrie 2000   |
| Seychelles                       | 21 septembrie 1976 |
| Sfânta Lucia                     | 18 septembrie 1979 |
| Sfântul Kitts și Nevis           | 23 septembrie 1983 |
| Sfântul Vincent și Grenadine     | 16 septembrie 1980 |
| Sierra Leone                     | 27 septembrie 1961 |
| Singapore                        | 21 septembrie 1965 |
| Siria                            | 24 octombrie 1945  |
| Slovacia                         | 19 ianuarie 1993   |
| Slovenia                         | 22 mai 1992        |
| Insulele Solomon                 | 19 septembrie 1978 |
| Somalia                          | 20 septembrie 1960 |
| Spania                           | 14 decembrie 1955  |
| Sri Lanka                        | 14 decembrie 1955  |
| SUA                              | 24 octombrie 1945  |
| Sudan                            | 12 noiembrie 1956  |
| Sudanul de Sud                   | 14 iulie 2011      |
| Suedia                           | 19 noiembrie 1946  |
| Surinam                          | 4 decembrie 1975   |
| Swaziland                        | 24 septembrie 1968 |
| Tadjikistan                      | 2 martie 1992      |
| Tanzania                         | 14 decembrie 1961  |
| Thailanda                        | 16 decembrie 1946  |
| Timorul de Est                   | 27 septembrie 2002 |
| Togo                             | 20 septembrie 1960 |
| Tonga                            | 14 septembrie 1999 |
| Trinidad-Tobago                  | 18 septembrie 1962 |
| Tunisia                          | 12 noiembrie 1956  |
| Turcia                           | 24 octombrie 1945  |
| Turkmenistan                     | 2 martie 1992      |
| Tuvalu                           | 5 septembrie 2000  |
| Ucraina                          | 24 octombrie 1945  |
| Uganda                           | 25 octombrie 1962  |
| Ungaria                          | 14 decembrie 1955  |
| Uruguay                          | 18 decembrie 1945  |
| Uzbekistan                       | 2 martie 1992      |
| Vanuatu                          | 15 septembrie 1981 |
| Venezuela                        | 15 noiembrie 1945  |
| Vietnam                          | 20 septembrie 1977 |
| Yemen                            | 30 septembrie 1947 |
| Zambia                           | 1 decembrie 1964   |
| Zimbabwe                         | 25 august 1980     |

| Țara                             | Data aderării      |
| -------------------------------- | ------------------ |
| Arabia Saudită                   | 24 octombrie 1945  |
| Argentina                        | 24 octombrie 1945  |
| Belarus                          | 24 octombrie 1945  |
| Brazilia                         | 24 octombrie 1945  |
| Chile                            | 24 octombrie 1945  |
| China                            | 24 octombrie 1945  |
| Cuba                             | 24 octombrie 1945  |
| Danemarca                        | 24 octombrie 1945  |
| Egipt                            | 24 octombrie 1945  |
| El Salvador                      | 24 octombrie 1945  |
| SUA                              | 24 octombrie 1945  |
| Franța                           | 24 octombrie 1945  |
| Haiti                            | 24 octombrie 1945  |
| Iran                             | 24 octombrie 1945  |
| Liban                            | 24 octombrie 1945  |
| Luxemburg                        | 24 octombrie 1945  |
| Nicaragua                        | 24 octombrie 1945  |
| Noua Zeelandă                    | 24 octombrie 1945  |
| Paraguay                         | 24 octombrie 1945  |
| Filipine                         | 24 octombrie 1945  |
| Polonia                          | 24 octombrie 1945  |
| Republica Dominicană             | 24 octombrie 1945  |
| Regatul Unit                     | 24 octombrie 1945  |
| Rusia                            | 24 octombrie 1945  |
| Siria                            | 24 octombrie 1945  |
| Turcia                           | 24 octombrie 1945  |
| Ucraina                          | 24 octombrie 1945  |
| Grecia                           | 25 octombrie 1945  |
| India                            | 30 octombrie 1945  |
| Peru                             | 31 octombrie 1945  |
| Australia                        | 1 noiembrie 1945   |
| Costa Rica                       | 2 noiembrie 1945   |
| Liberia                          | 2 noiembrie 1945   |
| Columbia                         | 5 noiembrie 1945   |
| Africa de Sud                    | 7 noiembrie 1945   |
| Mexic                            | 7 noiembrie 1945   |
| Canada                           | 9 noiembrie 1945   |
| Etiopia                          | 13 noiembrie 1945  |
| Panama                           | 13 noiembrie 1945  |
| Bolivia                          | 14 noiembrie 1945  |
| Venezuela                        | 15 noiembrie 1945  |
| Guatemala                        | 21 noiembrie 1945  |
| Norvegia                         | 27 noiembrie 1945  |
| Olanda                           | 10 decembrie 1945  |
| Honduras                         | 17 decembrie 1945  |
| Uruguay                          | 18 decembrie 1945  |
| Ecuador                          | 21 decembrie 1945  |
| Irak                             | 21 decembrie 1945  |
| Belgia                           | 27 decembrie 1945  |
| Afghanistan                      | 19 noiembrie 1946  |
| Islanda                          | 19 noiembrie 1946  |
| Suedia                           | 19 noiembrie 1946  |
| Tailanda                         | 16 decembrie 1946  |
| Pakistan                         | 30 septembrie 1947 |
| Yemen                            | 30 septembrie 1947 |
| Myanmar                          | 19 aprilie 1948    |
| Israel                           | 11 mai 1949        |
| Indonezia                        | 28 septembrie 1950 |
| Albania                          | 14 decembrie 1955  |
| Austria                          | 14 decembrie 1955  |
| Bulgaria                         | 14 decembrie 1955  |
| Cambodgia                        | 14 decembrie 1955  |
| Spania                           | 14 decembrie 1955  |
| Finlanda                         | 14 decembrie 1955  |
| Ungaria                          | 14 decembrie 1955  |
| Irlanda                          | 14 decembrie 1955  |
| Italia                           | 14 decembrie 1955  |
| Iordania                         | 14 decembrie 1955  |
| Laos                             | 14 decembrie 1955  |
| Libia                            | 14 decembrie 1955  |
| Nepal                            | 14 decembrie 1955  |
| Portugalia                       | 14 decembrie 1955  |
| România                          | 14 decembrie 1955  |
| Sri Lanka                        | 14 decembrie 1955  |
| Maroc                            | 12 noiembrie 1956  |
| Sudan                            | 12 noiembrie 1956  |
| Tunisia                          | 12 noiembrie 1956  |
| Japonia                          | 18 decembrie 1956  |
| Ghana                            | 8 martie 1957      |
| Malaysia                         | 17 septembrie 1957 |
| Guineea                          | 12 decembrie 1958  |
| Benin                            | 20 septembrie 1960 |
| Burkina Faso                     | 20 septembrie 1960 |
| Camerun                          | 20 septembrie 1960 |
| Cipru                            | 20 septembrie 1960 |
| Republica Congo                  | 20 septembrie 1960 |
| Republica Democrată Congo        | 20 septembrie 1960 |
| Côte d'Ivoire                    | 20 septembrie 1960 |
| Gabon                            | 20 septembrie 1960 |
| Madagascar                       | 20 septembrie 1960 |
| Niger                            | 20 septembrie 1960 |
| Republica Centrafricană          | 20 septembrie 1960 |
| Somalia                          | 20 septembrie 1960 |
| Ciad                             | 20 septembrie 1960 |
| Togo                             | 20 septembrie 1960 |
| Mali                             | 28 septembrie 1960 |
| Senegal                          | 28 septembrie 1960 |
| Nigeria                          | 7 octombrie 1960   |
| Sierra Leone                     | 27 septembrie 1961 |
| Mauritania                       | 27 octombrie 1961  |
| Mongolia                         | 27 octombrie 1961  |
| Tanzania                         | 14 decembrie 1961  |
| Burundi                          | 18 septembrie 1962 |
| Jamaica                          | 18 septembrie 1962 |
| Rwanda                           | 18 septembrie 1962 |
| Trinidad-Tobago                  | 18 septembrie 1962 |
| Algeria                          | 8 octombrie 1962   |
| Uganda                           | 25 octombrie 1962  |
| Kuweit                           | 14 mai 1963        |
| Kenya                            | 16 decembrie 1963  |
| Malawi                           | 1 decembrie 1964   |
| Malta                            | 1 decembrie 1964   |
| Zambia                           | 1 decembrie 1964   |
| Gambia                           | 21 septembrie 1965 |
| Maldive                          | 21 septembrie 1965 |
| Singapore                        | 21 septembrie 1965 |
| Guyana                           | 20 septembrie 1966 |
| Botswana                         | 17 octombrie 1966  |
| Lesotho                          | 17 octombrie 1966  |
| Barbados                         | 9 decembrie 1966   |
| Mauritius                        | 24 aprilie 1968    |
| Suedia                           | 24 septembrie 1968 |
| Guineea Ecuatorială              | 12 noiembrie 1968  |
| Fiji                             | 13 octombrie 1970  |
| Bahrain                          | 21 septembrie 1971 |
| Bhutan                           | 21 septembrie 1971 |
| Qatar                            | 21 septembrie 1971 |
| Oman                             | 7 octombrie 1971   |
| Emiratele Arabe Unite            | 9 decembrie 1971   |
| Germania                         | 18 septembrie 1973 |
| Bahamas                          | 18 septembrie 1973 |
| Bangladesh                       | 17 septembrie 1974 |
| Grenada                          | 17 septembrie 1974 |
| Guineea-Bissau                   | 17 septembrie 1974 |
| Capul Verde                      | 16 septembrie 1975 |
| Mozambic                         | 16 septembrie 1975 |
| São Tomé și Príncipe             | 16 septembrie 1975 |
| Papua Noua Guinee                | 10 octombrie 1975  |
| Comore                           | 12 noiembrie 1975  |
| Surinam                          | 4 decembrie 1975   |
| Seychelles                       | 21 septembrie 1976 |
| Angola                           | 1 decembrie 1976   |
| Samoa                            | 15 decembrie 1976  |
| Djibouti                         | 20 septembrie 1977 |
| Vietnam                          | 20 septembrie 1977 |
| Insulele Solomon                 | 19 septembrie 1978 |
| Republica Dominicană             | 18 decembrie 1978  |
| Sfânta Lucia                     | 18 septembrie 1979 |
| Zimbabwe                         | 25 august 1980     |
| Sfântul Vincent și Grenadine     | 16 septembrie 1980 |
| Vanuatu                          | 15 septembrie 1981 |
| Belize                           | 25 septembrie 1981 |
| Antigua și Barbuda               | 11 noiembrie 1981  |
| Sfântul Kitts și Nevis           | 23 septembrie 1983 |
| Brunei                           | 21 septembrie 1984 |
| Namibia                          | 23 aprilie 1990    |
| Liechtenstein                    | 18 septembrie 1990 |
| Coreea de Sud                    | 17 septembrie 1991 |
| Coreea de Nord                   | 17 septembrie 1991 |
| Estonia                          | 17 septembrie 1991 |
| Letonia                          | 17 septembrie 1991 |
| Lituania                         | 17 septembrie 1991 |
| Insulele Marshall                | 17 septembrie 1991 |
| Statele Federate ale Microneziei | 17 septembrie 1991 |
| Armenia                          | 2 martie 1992      |
| Azerbaidjan                      | 2 martie 1992      |
| Kazakhstan                       | 2 martie 1992      |
| Kârgâzstan                       | 2 martie 1992      |
| Republica Moldova                | 2 martie 1992      |
| Uzbekistan                       | 2 martie 1992      |
| San Marino                       | 2 martie 1992      |
| Tadjikistan                      | 2 martie 1992      |
| Turkmenistan                     | 2 martie 1992      |
| Bosnia-Herțegovina               | 22 mai 1992        |
| Croația                          | 22 mai 1992        |
| Slovenia                         | 22 mai 1992        |
| Georgia                          | 31 iulie 1992      |
| Slovacia                         | 19 ianuarie 1993   |
| Cehia                            | 19 ianuarie 1993   |
| Macedonia                        | 8 aprilie 1993     |
| Eritreea                         | 28 mai 1993        |
| Monaco                           | 28 mai 1993        |
| Andorra                          | 28 iulie 1993      |
| Palau                            | 15 decembrie 1994  |
| Kiribati                         | 14 septembrie 1999 |
| Nauru                            | 14 septembrie 1999 |
| Tonga                            | 14 septembrie 1999 |
| Tuvalu                           | 5 septembrie 2000  |
| Serbia                           | 1 noiembrie 2000   |
| Elveția                          | 10 septembrie 2002 |
| Timorul de Est                   | 27 septembrie 2002 |
| Muntenegru                       | 28 iunie 2006      |
| Sudanul de Sud                   | 14 iulie 2011      |